# Qui sème le vent
Pour plus de détails, voir Fiche technique et Distribution.
Qui sème le vent est un téléfilm français réalisé par Fred Garson et diffusé pour la première fois le 2 décembre 2011 sur Arte.

## Synopsis
Jean-Michel Ledantec et Coralie Martin, deux scientifiques travaillant pour une organisation non gouvernementale environnementale et enquêtant au Niger sur la pollution radioactive des mines d'uranium exploitées par le groupe français Urania, sont kidnappés dans la région d'Arlit. En pleine renégociation du prix de l'uranium avec le Niger, la France voit dans cette prise d'otages un moyen de pression opportun. Mandaté par le Quai d'Orsay, Hugo Geoffroy rencontre à Niamey le colonel Aboubacar, patron de la sécurité intérieure nigérienne, et Yassine, contact désigné par le chef des ravisseurs, Abou Cherif, pour négocier avec la France. Parallèlement, le colonel Aboubacar est approché par les industriels chinois intéressés par les gisements d'uranium.

## Fiche technique
- Scénario : Didier Lacoste et Pauline Rocafull
- Pays :  France
- Production : Matthieu Belghiti et Denis Poncet
- Musique : Pascal Lafa
- Durée : 85 minutes

## Distribution
- Laurent Lucas : Hugo Geoffroy
- Natacha Régnier : Hélène Morange
- Emile Abossolo M'bo : Colonel Aboubacar
- Daniel Martin : Thomas Villiers, le supérieur de Hugo au Quai d'Orsay
- Johanna Bah : Coralie Martin
- Frédéric Pierrot : Jean-Michel Ledantec
- Patrick Descamps : Claude Verdier, le patron d'Urania
- Françoise Miquelis : la ministre des affaires étrangères
- Sékou Oumar Sidibé : garde de corps